# Sport-Club Freiburg 2015-2016 (femminile)
Questa voce raccoglie le informazioni riguardanti la squadra femminile dello Sport-Club Freiburg nelle competizioni ufficiali della stagione 2015-2016.

## Divise e sponsor
la grafica era la stessa adottata dal Friburgo maschile. Il main sponsor era Furtwängler, lo sponsor tecnico, fornitore delle tenute da gioco, Nike.
| Casa | Trasferta |

## Organigramma societario
Area tecnica
- Allenatore: Jens Scheuer
- Allenatori in seconda: André Olveira, Maik Schutzbach
- Preparatori dei portieri: Elke Walther, Ingo Zschau
- Preparatore atletico: Jonathan Schaller

## Rosa
Rosa, ruoli e numeri di maglia come da sito ufficiale e da sito Federcalcio tedesca (DFB)..
| N. |                     | Ruolo | Calciatrice                |
| -- | ------------------- | ----- | -------------------------- |
| 1  | Germania (bandiera) | P     | Laura Benkarth (capitano ) |
| 2  | Germania (bandiera) | D     | Lisa Karl                  |
| 3  | Germania (bandiera) | D     | Franziska Jaser            |
| 5  | Germania (bandiera) | D     | Kim Fellhauer              |
| 6  | Germania (bandiera) | D     | Daria Streng               |
| 7  | Austria (bandiera)  | C     | Lisa Makas                 |
| 8  | Germania (bandiera) | C     | Juliane Maier              |
| 9  | Germania (bandiera) | C     | Nicole Banecki             |
| 10 | Germania (bandiera) | A     | Sylvia Arnold              |
| 11 | Germania (bandiera) | A     | Hasret Kayikçi             |
| 12 | Germania (bandiera) | P     | Lotta Ravn                 |
| 13 | Germania (bandiera) | A     | Sandra Starke              |
| 14 | Svizzera (bandiera) | C     | Cinzia Zehnder             |
| 15 | Germania (bandiera) | C     | Janina Minge               |

| N. |                     | Ruolo | Calciatrice          |
| -- | ------------------- | ----- | -------------------- |
| 16 | Germania (bandiera) | C     | Lina Magull          |
| 17 | Germania (bandiera) | C     | Manjou Wilde         |
| 18 | Austria (bandiera)  | C     | Sarah Puntigam       |
| 19 | Germania (bandiera) | D     | Jobina Lahr          |
| 20 | Germania (bandiera) | C     | Myriam Krüger        |
| 21 | Germania (bandiera) | C     | Giulia Gwinn         |
| 22 | Germania (bandiera) | A     | Lena Petermann       |
| 23 | Germania (bandiera) | P     | Teresa Straub        |
| 24 | Germania (bandiera) | C     | Anja Maike Hegenauer |
| 25 | Austria (bandiera)  | C     | Verena Aschauer      |
| 26 | Germania (bandiera) | C     | Pia Züfle            |
| 27 | Germania (bandiera) | C     | Clara Schöne         |
| 31 | Germania (bandiera) | C     | Selina Wagner        |
| 33 | Germania (bandiera) | D     | Carolin Schiewe      |

## Calciomercato

### Sessione estiva
| Acquisti | Acquisti        | Acquisti             | Acquisti   |
| R.       | Nome            | da                   | Modalità   |
| -------- | --------------- | -------------------- | ---------- |
| D        | Franziska Jaser | NCSU Wolfpack        | definitivo |
| D        | Carolin Schiewe | Jena                 | definitivo |
| C        | Lina Magull     | Wolfsburg            | definitivo |
| C        | Janina Minge    | Wangen 05            | definitivo |
| C        | Selina Wagner   | Wolfsburg            | definitivo |
| C        | Cinzia Zehnder  | Zurigo               | definitivo |
| A        | Lisa Makas      | St. Pölten-Spratzern | definitivo |

| Cessioni | Cessioni      | Cessioni           | Cessioni   |
| R.       | Nome          | a                  | Modalità   |
| -------- | ------------- | ------------------ | ---------- |
| D        | Jenista Clark | 1. FFC Francoforte | definitivo |
| D        | Chioma Igwe   | Sand               | definitivo |
| C        | Sara Däbritz  | Bayern Monaco      | definitivo |
| C        | Saskia Meier  | Sand               | definitivo |
| C        | Claire Savin  | Sand               | definitivo |
| C        | Selina Wagner | Wolfsburg          | definitivo |

### Sessione invernale
| Acquisti | Acquisti      | Acquisti           | Acquisti   |
| R.       | Nome          | da                 | Modalità   |
| -------- | ------------- | ------------------ | ---------- |
| D        | Jenista Clark | 1. FFC Francoforte | definitivo |

| Cessioni | Cessioni     | Cessioni     | Cessioni   |
| R.       | Nome         | a            | Modalità   |
| -------- | ------------ | ------------ | ---------- |
| C        | Manjou Wilde | Werder Brema | definitivo |

## Risultati

### Frauen-Bundesliga

#### Girone di andata
| Friburgo in Brisgovia 30 agosto 2015, ore 14:00 CEST 1ª giornata | Friburgo        | 0 – 0 referto | Hoffenheim | Möslestadion (612 spett.)\| Arbitro: \| Wozniak (Herne) \| |
| Arbitro:                                                         | Wozniak (Herne) |               |            |                                                            |

| Arbitro: | Lohmeyer (Holtland) |

|                        |           |  |
| Huth 70’ Schwalm 90+1’ | Marcatori |  |

| Arbitro: | Diekmann (Dortmund) |

|                                                                            |           |          |
| Kayikçi 42’ (rig.) Starke 61’ Magull 63’, 86’ Munk 80’ (aut.) Puntigam 90’ | Marcatori | 75’ Munk |

| Arbitro: | Rafalski (Baunatal) |

|                          |           |                              |
| Šimić 45+1’ Bachmann 81’ | Marcatori | 90+1’ Petermann 90+3’ Schöne |

| Arbitro: | Wacker (Lehrensteinsfeld) |

|                 |           |                  |
| Magull 24’, 58’ | Marcatori | 11’ Eta 72’ Tóth |

| Arbitro: | Müller-Schmäh (Potsdam) |

|           |           |  |
| Rolser 1’ | Marcatori |  |

| Arbitro: | Heimann (Gladbeck) |

|             |           |             |
| Hearn 90+2’ | Marcatori | 77’ Kayikçi |

| Arbitro: | Hussein (Bad Harzburg) |

|                                                      |           |  |
| Magull 16’ (rig.) Schiewe 59’ (rig.) Wagner 87’, 90’ | Marcatori |  |

| Willstätt 22 novembre 2015, ore 14:00 CET 9ª giornata | Sand                      | 0 – 0 referto | Friburgo | ORSAY-Stadion (1 260 spett.)\| Arbitro: \| Wacker (Lehrensteinsfeld) \| |
| Arbitro:                                              | Wacker (Lehrensteinsfeld) |               |          |                                                                         |

| Arbitro: | Kurtes (Düsseldorf) |

|                                                                  |           |                  |
| Gwinn 18’ Starke 30’ Puntigam 35’ Kayikçi 73’, 90+1’ Zehnder 81’ | Marcatori | 79’ (rig.) Ewers |

| Arbitro: | Derlin (Bad Schwartau) |

|  |           |                                  |
|  | Marcatori | 45’ Kayikçi 67’ Gwinn 75’ Starke |

#### Girone di ritorno
| Arbitro: | Rafalski (Baunatal) |

|                           |           |  |
| Pankratz 59’ Fühner 90+2’ | Marcatori |  |

| Arbitro: | Söder (Ingolstadt) |

|                         |           |  |
| Zehnder 12’ Kayikçi 18’ | Marcatori |  |

| Arbitro: | Wacker (Lehrensteinsfeld) |

|  |           |             |
|  | Marcatori | 41’ Kayikçi |

| Arbitro: | Westerhoff (Bochum) |

|  |           |                                     |
|  | Marcatori | 17’ (aut.) Petermann 77’ Dickenmann |

| Arbitro: | Müller-Schmäh (Potsdam) |

|             |           |  |
| Hassett 79’ | Marcatori |  |

| Arbitro: | Appelmann (Alzey) |

|  |           |                                       |
|  | Marcatori | 55’ Behringer 79’ Miedema 84’ Däbritz |

| Arbitro: | Wozniak (Herne) |

|              |           |                        |
| Petermann 5’ | Marcatori | 36’ Hearn 48’ Hausicke |

| Arbitro: | Diekmann (Dortmund) |

|  |           |                      |
|  | Marcatori | 8’ Magull 40’ Starke |

| Arbitro: | Baitinger (Friesenheim) |

|                                            |           |                 |
| Petermann 21’, 90+2’ Schiewe 60’ Clark 81’ | Marcatori | 68’ Damnjanović |

| Arbitro: | Lohmeyer (Holtland) |

|                 |           |                                     |
| Lahr 71’ (aut.) | Marcatori | 27’ Petermann 88’ Schöne 90’ Starke |

| Arbitro: | Diekmann (Dortmund) |

|               |           |                   |
| Hegenauer 17’ | Marcatori | 59’, 72’ Hartmann |

### DFB-Pokal
| Arbitro: | Michel (Gau-Odernheim) |

|  |           |                                                                 |
|  | Marcatori | 26’, 50’ Magull 29’ Kayikçi 41’ Starke 75’ Streng 88’ Petermann |

| Arbitro: | Wacker (Lehrensteinsfeld) |

|                                                |           |  |
| Kayikçi 13’ Schöne 37’ Petermann 47’ Gwinn 66’ | Marcatori |  |

| Arbitro: | Weigelt (Lipsia) |

|  |           |             |
|  | Marcatori | 80’ Kayikçi |

| Arbitro: | Kunkel (Amburgo) |

|                   |           |           |
| Popp 5’ Peter 78’ | Marcatori | 88’ Gwinn |

## Statistiche

### Statistiche di squadra
| Competizione         | Punti | In casa | In casa | In casa | In casa | In casa | In casa | In trasferta | In trasferta | In trasferta | In trasferta | In trasferta | In trasferta | Totale | Totale | Totale | Totale | Totale | Totale | DR  |
| Competizione         | Punti | G       | V       | N       | P       | Gf      | Gs      | G            | V            | N            | P            | Gf           | Gs           | G      | V      | N      | P      | Gf     | Gs     | DR  |
| -------------------- | ----- | ------- | ------- | ------- | ------- | ------- | ------- | ------------ | ------------ | ------------ | ------------ | ------------ | ------------ | ------ | ------ | ------ | ------ | ------ | ------ | --- |
| Frauen-Bundesliga    | 32    | 11      | 5       | 2       | 4       | 26      | 14      | 11           | 4            | 3            | 4            | 12           | 10           | 22     | 9      | 5      | 8      | 38     | 24     | +14 |
| DFB-Pokal der Frauen | -     | 1       | 1       | 0       | 0       | 4       | 0       | 3            | 2            | 0            | 1            | 8            | 2            | 4      | 3      | 0      | 1      | 12     | 2      | +10 |
| Totale               | -     | 12      | 6       | 2       | 4       | 30      | 14      | 14           | 6            | 3            | 5            | 20           | 12           | 26     | 12     | 5      | 9      | 50     | 26     | +24 |

### Andamento in campionato
| Giornata  | 1 | 2 | 3 | 4 | 5 | 6 | 7 | 8 | 9 | 10 | 11 | 12 | 13 | 14 | 15 | 16 | 17 | 18 | 19 | 20 | 21 | 22 |
| --------- | - | - | - | - | - | - | - | - | - | -- | -- | -- | -- | -- | -- | -- | -- | -- | -- | -- | -- | -- |
| Luogo     | C | T | C | T | C | T | T | C | T | C  | T  | T  | C  | T  | C  | T  | C  | C  | T  | C  | T  | C  |
| Risultato | N | P | V | N | N | P | N | V | N | V  | V  | P  | V  | V  | P  | P  | P  | P  | V  | V  | V  | P  |
| Posizione | 6 | 9 | 5 | 7 | 7 | 8 | 7 | 7 | 7 | 6  | 4  | 7  | 5  | 5  | 5  | 5  | 5  | 8  | 6  | 4  | 4  | 4  |

Legenda:

Luogo: C = Casa; T = Trasferta. Risultato: V = Vittoria; N = Pareggio; P = Sconfitta.

### Statistiche delle giocatrici
| Giocatore    | Frauen-Bundesliga | Frauen-Bundesliga | Frauen-Bundesliga | Frauen-Bundesliga | DFB-Pokal der Frauen | DFB-Pokal der Frauen | DFB-Pokal der Frauen | DFB-Pokal der Frauen | Totale   | Totale | Totale      | Totale     |
| Giocatore    | Presenze          | Reti              | Ammonizioni       | Espulsioni        | Presenze             | Reti                 | Ammonizioni          | Espulsioni           | Presenze | Reti   | Ammonizioni | Espulsioni |
| ------------ | ----------------- | ----------------- | ----------------- | ----------------- | -------------------- | -------------------- | -------------------- | -------------------- | -------- | ------ | ----------- | ---------- |
| S. Arnold    | -                 | -                 | -                 | -                 | -                    | -                    | -                    | -                    | -        | -      | -           | -          |
| V. Aschauer  | 18                | 0                 | 2                 | 0                 | 4                    | 0                    | 0                    | 0                    | 22       | 0      | 2           | 0          |
| N. Banecki   | -                 | -                 | -                 | -                 | -                    | -                    | -                    | -                    | -        | -      | -           | -          |
| L. Benkarth  | 21                | -22               | 0                 | 0                 | 4                    | -2                   | 0                    | 0                    | 25       | -24    | 0           | 0          |
| J. Clark     | 9                 | 1                 | 1                 | 0                 | 0                    | 0                    | 0                    | 0                    | 9        | 1      | 1           | 0          |
| K. Fellhauer | -                 | -                 | -                 | -                 | -                    | -                    | -                    | -                    | -        | -      | -           | -          |
| G. Gwinn     | 10                | 2                 | 0                 | 0                 | 3                    | 2                    | 0                    | 0                    | 13       | 4      | 0           | 0          |
| A. Hegenauer | 13                | 1                 | 4                 | 0                 | 3                    | 0                    | 1                    | 0                    | 16       | 1      | 5           | 0          |
| L. Karl      | 20                | 0                 | 0                 | 0                 | 4                    | 0                    | 0                    | 0                    | 24       | 0      | 0           | 0          |
| H. Kayikçi   | 22                | 7                 | 2                 | 0                 | 4                    | 3                    | 1                    | 0                    | 26       | 10     | 3           | 0          |
| M. Krüger    | -                 | -                 | -                 | -                 | -                    | -                    | -                    | -                    | -        | -      | -           | -          |
| F. Jaser     | -                 | -                 | -                 | -                 | -                    | -                    | -                    | -                    | -        | -      | -           | -          |
| J. Lahr      | 7                 | 0                 | 0                 | 0                 | 1                    | 0                    | 0                    | 0                    | 8        | 0      | 0           | 0          |
| L. Magull    | 20                | 6                 | 2                 | 0                 | 3                    | 2                    | 1                    | 0                    | 23       | 8      | 3           | 0          |
| J. Maier     | 8                 | 0                 | 0                 | 0                 | 3                    | 0                    | 0                    | 0                    | 11       | 0      | 0           | 0          |
| L. Makas     | -                 | -                 | -                 | -                 | -                    | -                    | -                    | -                    | -        | -      | -           | -          |
| J. Minge     | 4                 | 0                 | 0                 | 0                 | 0                    | 0                    | 0                    | 0                    | 4        | 0      | 0           | 0          |
| L. Petermann | 22                | 5                 | 1                 | 0                 | 4                    | 2                    | 2                    | 0                    | 26       | 7      | 3           | 0          |
| S. Puntigam  | 20                | 2                 | 1                 | 0                 | 4                    | 0                    | 1                    | 0                    | 24       | 2      | 2           | 0          |
| E. Ravn      | 0                 | 0                 | 0                 | 0                 | 0                    | 0                    | 0                    | 0                    | 0        | 0      | 0           | 0          |
| C. Schiewe   | 22                | 2                 | 3                 | 0                 | 4                    | 0                    | 1                    | 0                    | 26       | 2      | 4           | 0          |
| C. Schöne    | 22                | 2                 | 1                 | 0                 | 3                    | 1                    | 0                    | 0                    | 25       | 3      | 1           | 0          |
| S. Starke    | 21                | 5                 | 1                 | 0                 | 3                    | 1                    | 0                    | 0                    | 24       | 6      | 1           | 0          |
| T. Straub    | 1                 | -2                | 0                 | 0                 | 0                    | 0                    | 0                    | 0                    | 1        | -2     | 0           | 0          |
| D. Streng    | 2                 | 0                 | 0                 | 0                 | 1                    | 1                    | 0                    | 0                    | 3        | 1      | 0           | 0          |
| S. Wagner    | 20                | 2                 | 2                 | 0                 | 4                    | 0                    | 1                    | 0                    | 24       | 2      | 3           | 0          |
| M. Wilde     | 8                 | 0                 | 0                 | 0                 | 1                    | 0                    | 0                    | 0                    | 9        | 0      | 0           | 0          |
| C. Zehnder   | 22                | 2                 | 0                 | 0                 | 3                    | 0                    | 0                    | 0                    | 25       | 2      | 0           | 0          |
| P. Züfle     | 0                 | 0                 | 0                 | 0                 | -                    | -                    | -                    | -                    | 0        | 0      | 0           | 0          |